# Шох Антон Рохусович
Антон Рохусович Шох (7 січня 1960, Джамбул — 7 березня 2009, Усть-Каменогорськ) — радянський футболіст німецького походження. Чемпіон СРСР 1988 року у складі дніпропетровського «Дніпра».

## Кар'єра гравця
У 1980-х рр Антон Шох був зіркою радянського футболу. Свою кар'єру він почав в Казахстані, грав в джамбульському «Хіміку» і «Кайраті», а найкращі роки провів в «Дніпрі», де навіть став капітаном. Багато в чому завдяки його впевненій грі в центрі поля український клуб виграв чемпіонат СРСР, а через рік завоював Кубок країни. Єдиний м'яч у фіналі проти «Торпедо» забив Антон Шох.
У складі «Дніпра» провів по два матчі у Кубку УЄФА в сезонах 1986/87 і 1988/89 років, та один матч у Кубку чемпіонів у сезоні 1989/90 років.

## Тренерська кар'єра
Ставши тренером, Шох досяг непоганих результатів з молодіжною збірною Казахстану у відбірковому циклі чемпіонату Європи-2006. У лютому 2009 року фахівець знов очолив молодіжку, але не встиг провести біля її керма жодного матчу. У січні—березні 2009 року був головним тренером футбольного клубу «Атирау» і молодіжної збірної країни. Раптово помер під час виїзного матчу в Усть-Каменогорську.

## Досягнення
- Чемпіон СРСР — 1988
- Віце-чемпіон СРСР — 1987, 1989
- Володар Кубка СРСР — 1989
- Володар Суперкубка СРСР — 1989
- Володар Кубка Федерації футболу СРСР — 1986, 1989